# Cellule d'Ehrlich
Pour les articles homonymes, voir Ehrlich.
Le carcinome ascitique d'Ehrlich (acronyme : EAC pour Ehrlich-Lettre ascites carcinoma) aussi appelé cellule d'Ehrlich est un carcinome découvert par Paul Ehrlich. 

## Histoire
Le scientifique allemand Paul Ehlrich prélève des cellules sur des ascites de souris. La tumeur est mise en culture in vivo et est rapidement connue sous le nom de cellule d'Ehrlich. Après 1948, les cultures d'Ehlrich sont demandées et envoyées dans de nombreux instituts à travers le monde. La cellule d'Ehlrich devient populaire dans le milieu médical car ces tumeurs peuvent être développées à travers un passage in vivo, propriété utile pour les études biochimiques qui peuvent avoir besoin de larges masses cancéreuses. Elles peuvent aussi être maintenu vivante in vitro si nécessaire. 

## Propriétés
La cellule d'Ehlrich est un carcinome indifférencié et originellement hyper-diploïde. Sa perméabilité à l'eau est au maximum lors de l’initiation de la phase S (en) et décroit progressivement jusqu'à son niveau le plus bas lors de la mitose.